# Медвежье (Шадринский район)
Медвежье — деревня в Шадринском районе Курганской области. До преобразования в декабре 2021 года муниципального района в муниципальный округ входила в состав Глубокинского сельсовета.

## История
До 1917 года в составе Иванищевской волости Шадринского уезда Пермской губернии. По данным на 1926 год состояла из 84 хозяйств. В административном отношении являлась центром Медвежьевского сельсовета Шадринского района Шадринского округа Уральской области.

## Население
| 1989 | 2002 | 2010 |
| ---- | ---- | ---- |
| 60   | ↗69  | ↘41  |

По данным переписи 1926 года в деревне проживало 382 человека (178 мужчин и 204 женщины), в том числе: русские составляли 100 % населения.
Согласно результатам Всероссийской переписи населения 2002 года, в национальной структуре населения русские составляли 96 %.